# Cize (Jura)
Cize es una localidad y comuna francesa situada en la región de Franco Condado, departamento de Jura, en el distrito de Lons-le-Saunier y cantón de Champagnole.

## Demografía
| 322 | 378 | 470 | 1005 | 958 | 828 | 821 |
| Para los censos de 1962 a 1999 la población legal corresponde a la población sin duplicidades (Fuente: INSEE [Consultar]) |     |     |      |     |     |     |